# Madeleine Røn Juul
Madeleine Røn Juul (født 7. marts 1956) er teaterinstruktør, dramaturg og teaterchef. Hun var 2004- 2008 direktør for Århus Teater. Tidligere var hun chefdramaturg på Radioteatret. Efter sin uddannelse på instruktørlinjen på Statens Teaterskole i 1984 har Røn Juul sat forestillinger op på mange danske teatre, herunder Jomfru Ane Teatret og Det kgl. Teater. 
I 2008 modtog hun kulturminister Niels Mathiasens mindelegat, også kaldt Niels-Prisen.

## Priser
- 2008 Niels-Prisen
- 2002 Karen Bergs hæderslegat
- 1998 Statens Kunstfonds præmie for "Personkreds 3" på Edison,
- 1996 Herman Bangs Rejselegat
- 1992 Per Knutzon og Lulu Zieglers Mindelegat
- 1991 Teateranmeldernes Instruktørpris "Teaterkatten"